# Malpart
Malpart – miejscowość i gmina we Francji, w regionie Hauts-de-France, w departamencie Somma.
Według danych na rok 1990 gminę zamieszkiwało 61 osób, a gęstość zaludnienia wynosiła 14 osób/km² (wśród 2293 gmin Pikardii Malpart plasuje się na 936. miejscu pod względem liczby ludności, natomiast pod względem powierzchni na miejscu 935.).